# Pavel Coruț
Pavel Coruț (n. 17 iunie 1949, Glăvănești, Iași, România – d. 28 octombrie 2021, București, România) a fost un ofițer de informații și contrainformații român, colonel al serviciului de contrainformații militare a Armatei Române, până în februarie 1990, când a fost trecut în rezervă de către Nicolae Militaru, ministrul Apărării Naționale a României de atunci. 
Pavel Coruț a debutat în viața civilă ca jurnalist (în 1990), semnând la început sub pseudonimul de Paul Cernescu (nume atribuit ulterior unui personaj fictiv din seria Octogonul) și apoi ca scriitor (în 1992), publicând de atunci peste 175 de cărți, romane de ficțiune, de non-ficțiune, de dragoste, motivaționale și de poezii.

## Biografie[1][sursă primară]

### Primii ani, familie
Pavel Coruț s-a născut în 17 iunie 1949 în satul Glăvăneștii Vechi din județul Iași. Tatăl, Gheorghe Coruț, aviator pe frontul de Est în al doilea Război Mondial a fost decorat cu Ordinul Virtutea Aeronautică, clasa „Crucea de Aur”. Mama este descrisă de autor ca fiind o femeie bine clădită, cu părul blond și cu ochi albaștri, vitează, pregătită să înfrunte greutățile unei vieți conturate de sărăcie și război. Având anumite concepții așa-zis păgâne, mama planificase ca pe cel de-al treilea fiu să-l boteze Decebal, însă tatăl trece în certificatul copilului numele Pavel.

### Educație
Școala generală o urmează în satul natal. În 1960 familia Coruț părăsește comuna Andrieșeni și se stabilește la periferia Iașului în colonia muncitorească Ciurea. Clasele gimnaziale le finalizeză într-o școală din această colonie. În 1963 este admis la Liceul Național Mihail Sadoveanu din Iași. În liceu își câștigă existența muncind cu normă la confecționat lăzi pentru fructe. 
În 1965 este unul din cei 400 de candidați admiși la Liceul Militar Ștefan cel Mare din Câmpulung Moldovenesc. Educația în liceul militar nu îi lipsește; printre cărțile din biblioteca liceului, cum ar fi cele scrise de Octavian Goga și Ion Minulescu, își definește personalitatea și cultul pentru țară și străbuni.

### Serviciul militar

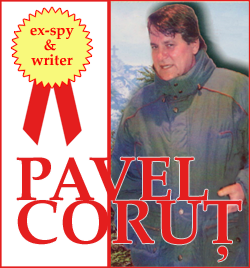
Pavel Coruț

În 1967 este admis la Școala Militară Superioară de Ofițeri de Marină din Constanța. Anul I îl urmează pe nava școală Mircea. Printre profesorii pe care i-a avut în această școală merită amintiți amiralul Ilie Ștefan - comandantul școlii și comandorul Constantin Costăchescu - comandant de submarine în al Doilea Război Mondial.
Data de 19/20 august 1968, zi reținută de istorie prin Invadarea Cehoslovaciei de către URSS, îi găsește pe Pavel Coruț și colegii din școala militară "înarmați de război și cu steaguri de luptă" (cuvintele aparțin scriitorului) pregătiți să protesteze împotriva agresiunii din Cehoslovacia.
În octombrie 1971 este chemat la Serviciul de Contrainformații pentru Forțele Navale Române pentru a fi transferat la contrainformații militare. El a servit în servicii speciale în perioada 1967-1990.

#### Cronologie
- 1967, 30 august - Școala Militară Superioară de Marină
- 1975 - scrie primul roman Pământul durerii. După 10 ani arde manuscrisul acestui roman motiv pentru care acesta nu vede lumina tiparului.
- 1981-1985 - activează în spionaj la Direcția de Informații a Armatei ca ofițer de informații de relații externe
- 1985 - este avansat în funcția de șef Birou Contrainformații în Direcția Contrainformații Militare DSS (Direcția a IV-a DSS). În luna decembrie a acelui an în cadrul unei mese festive își exprimă anumite opinii în legătură cu activitatea șefilor motiv pentru care este luat în urmărire de către organele speciale ale statului.
- 1986-1989 - se conturează proiectul care va prinde viață peste câțiva ani seria Octogonul
- 1990 - este trecut în rezervă printr-un ordin semnat de Ministrul Apărării Naționale, de atunci, Nicolae Militaru
- 1990 - lucrează ca gazetar la Telegraf, Națiunea și Expres Magazin sub pseudonimul Paul Cernescu

### Viață personală
În anul IV de studii Pavel Coruț își cunoaște prima soție, împreună cu care va avea o fată.

## Operă literară

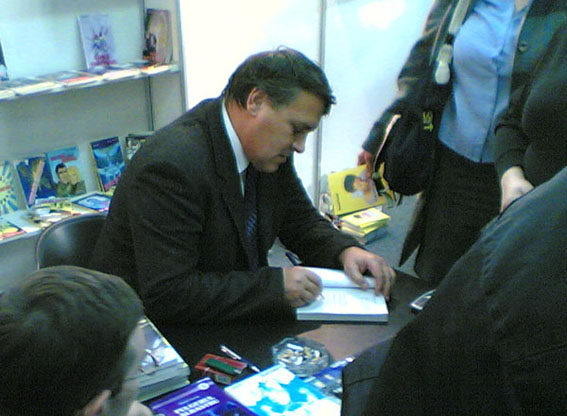
Sesiune de autografe la Târgul de carte Gaudeamus 2006

Cărțile scrise sunt publicate cu greu și cu multă neîncredere la început, dar mai apoi sunt publicate în mai multe ediții însumând câteva milioane de exemplare. Totalul cărților publicate depășește cifra de 4 milioane de exemplare până în 2006, conform spuselor autorului.
Subiectele atinse de autor în aceste cărți sunt diverse. Ficțiunea speculativă, istoria, metodele de autoeducare, psihologie aplicată, versurile, cultul strămoșilor, misterele lumii în care trăim, serviciile secrete sunt doar câteva din cuvintele cheie în jurul cărora gravitează întreaga operă a scriitorului. 
Întreaga operă a scriitorului este împărțită în următoarele serii: Octogonul - romane construite din elemente de fantastic și science-fiction, în prima parte a fiecărui roman, acesta dând și titlul cărții, urmat de un text ziaristic referitor la situația politico-socială din România post-decembrie 1989; Arta Succesului - cărțile din această serie au ca subiect autoeducarea și crearea unei personalități de succes prin elemente de psihologie aplicată; Romane de dragoste - romane în care personajele principale sunt „victime” ale sentimentelor, dar tot ele sunt cele care dau speranță și încredere eroilor imaginați; Poezii - versurile, o pasiune a tinereții scriitorului , au fost incluse într-o primă fază în romanele din seria Octogonul, iar mai apoi au fost reunite în câteva volume de poezii.

### Octogonul
În seria Octogonul pregătirea specifică de ofițer în contraspionaj a scriitorului își spune cuvântul. Experiența pe care a acumulat-o în timpul activării în serviciile secrete, îi oferă posibilitatea descrierii fidele a modului de viață, misterios, al spionilor. Prin intermediul personajelor principale ale cărților din seria Octogonul, spionii și contra-spionii, Petre Varain, Mihai Ursu, Laurențiu Cremene, Radu Boureanu, Bălaiul și Matrozul, scriitorul subliniază importanța celor care asigură securitatea informativă a unui stat.
Ficțiunea se împletește cu realitatea într-un mod subtil pe parcursul întregii serii, astfel că pe nebănuite alături de eroii cărților suntem provocați la o analiză rece a evenimentelor post-decembriste din România și nu numai.
Originalitatea scrierii seriei Octogonul este asigurată de separarea fiecărei cărți în două părți: prima plină de ficțiune, în care narațiunea faptelor eroilor este întrecută doar de realitățile neplăcute din România, iar a doua lipsită de orice fantezie, în care fostul șef al contraspionajului militar românesc, analizează evenimentele cotidiene și propune diverse variante de investigare și rezolvare a unor probleme de interes național.

### Cărți din seriaOctogonul
1. Quinta spartă
2. Fulgerul albastru
3. Floarea de Argint
4. Balada Lupului Alb
5. Dincolo de frontiere
6. Să te naști sub steaua noastră!
7. Lumina Geto-Daciei
8. Cântecul nemuririi
9. Singuri sub Crucea Nordului
10. Neînfrânții
11. Călător pe drum de aștri
12. A înflorit Speranța
13. Întoarcerea lui Zamolxe
14. Fiul Geto-Daciei
15. Tărâmul fericirii
16. Comoara Nibelungilor
17. Secretele exploratorilor astrali
18. Drumul învingătorilor
19. Război în ceruri
20. Expediția Cap Univers
21. Născuți pentru a învinge
22. Inimă de Român
23. Copii Speranței
24. Good bye, Nato, mon amour!
25. Sfârșitul imperiului ascuns
26. Omul din Carpați
27. Războiul zeilor
28. Victoria Alcorilor
29. Pacea Marilor Străbuni
30. Moartea zeilor străini
31. Poarta viitorului
32. Vânătorii de sioniști
33. Glasul Omului
34. Trăsnetul Geto-Dac
35. Coroana Ariană
36. Victoria Zeilor Albi
37. Triumful Oamenilor
38. Revanșa
39. Sângele Europei
40. Lumina coboara în Carpați
41. Oamenii trec de absolut
42. Speranțele nu mor niciodată
43. Noi trăim in viitor
44. Eu, Varain din Neamul Arienilor
45. Europeni, uniți-vă!
46. Viata merge înainte...
47. Riposta Creatorilor
48. Când mor uitările din noi...
49. Viața oamenilor creatori
50. Sfârșit de zbucium
51. Cristalul de foc
52. Navigăm printre enigme
53. Un fulger sfâșie bezna
54. Să-n vie Focul Vieții!
55. Chemarea Nemărginirii
56. Călăuza Alcoro-Vegană
57. Planeta fericiților
58. Pumnul de oțel
59. Sfântă ramură de OM
60. Lumina Omenirii
61. Treziți Eroii Civilizatori!
62. Mai tari decât destinul
63. Rupeți lanțurile robiei!
64. Zburăm cu Viața
65. Veghetorii ies din umbră
66. Extratereștrii coboară printre oameni
67. Sfârșitul marii rătăciri
68. Vise de viață omenească
69. Cu mintea rece și inima caldă
70. Lumini ce cresc în oameni
71. Vin salvatorii!
72. Și cresc speranțele din noi
73. Prin viitorul netrăit
74. Conducătorii din Carpați
75. Legea și forța
76. Teroarea
77. Urmașii zeilor
78. Conspirația spaimei și a urii
79. Incursiune în tărâmul uitat
80. Noi vom renaște dintr-un vis
81. Oamenii lui Zamolxe
82. Destin de daimon
83. Suflete de foc
84. Ziua Zeilor
85. Stăpânii din umbră
86. Profeții imperiului ocult
87. Suflete cutezătoare
88. Fantomele imperiului
89. Oameni contra bestii
90. Sămânța creatorilor
91. Taina muntelui ascuns
92. Noi suntem ținta
93. Cavalerii nobilei bresle
94. Pui de fulger
95. Trandafirul nisipurilor
96. Lumini din Muntele Sacru
97. Viata tihnita pe Terra
98. Pământ insangerat
99. Soarta Europei
100. Octogonul contra ISIS
101. Semănători de sperante
102. Viitor creator
103. Insula zeilor
104. Suflet de spion

### Arta Succesului
Cărți de arta succesului, psihologie aplicată, sinteze ale diferitelor cercetări din domeniul științelor.
1. Cheile succesului
2. Arta succesului la Români
3. Arta creatiei
4. Cartea adolescentului
5. Ghidul vieții sanatoase
6. Leacuri de suflet pentru fete și femei
7. Curs practic de arta succesului
8. Farmec feminin
9. Clanul învingatorilor
10. Faceți avere!
11. Cartea parintilor
12. Vom trăi omenește!
13. Către culmile succeselor (Formula fericirii)
14. Arta succesului pentru copii
15. Cartea creatorilor
16. Secretele vârstelor de aur
17. Omul și-a învins bestia
18. Parapsihologie practica
19. Minți luminate și suflete curate
20. Destine fericite
21. Dragoste și casatorie
22. Arta conducerii oamenilor
23. Vei avea succes!

### Romane de dragoste
Cărțile din această categorie scot la lumină fața nevăzută a fostului șef din contraspionajul românesc și anume romanticul sentimental.
1. Ne-om întâlni în cer - prima ediție 1998, Editura Pavel Coruț, ISBN 973-9225-18-7, a doua ediție 2005
2. Să vii ca o părere... (2001)
3. Vara ultimei iubiri (2005)
4. Flacăra iubirii (2005)
5. Dragoste și otravă (2006)
6. Iubirile unui marinar (2007)
7. Noaptea teilor vrăjiți (2008)
8. Sărutul de foc (2010)
9. Proscrișii (2012)
10. Suflete în furtună (2013)
11. Adio, durere! (2014)
12. Viața învinge! (2016)

Sunt cărțile în care scriitorul trece în plan secund problemele socio-politice a României, amplu dezbătute în romanele din seria Octogonul și încearcă să surprindă antiteza dintre iubire și ură specifică oricărei relații umane. Caracteristica principală a personajelor create de scriitor este caracterul puternic al acestora și încrederea în forțele proprii pentru a-și putea  depășii propriile condiții. Cercetarea destinului și oglindirea acestuia prin ochii personajelor este o constantă care poate fi regăsită în fiecare din romanele de dragoste scrise de Pavel Coruț, iar drumul pe care trebuie să îl parcugă fiecare din personajele întâlnite în aceste romane este unul sinuos plin de neprevăzut și suferință.
Chiar dacă la o primă vedere scriitura lui Pavel Coruț pare a fi pesimistă, iar personajelor create de acesta nu le rămâne altceva decât resemnarea, mesajul care rezidă din ansamblul romanelor scriitorului este unul puternic pozitiv fiind presărat cu idei optimiste și îndreptate înspre speranță. O dovadă în acest sens sunt chiar cuvintele autorului: Când pierzi dragostea, pierzi totul. Pierzi visele, speranțele, încrederea, demnitatea, respectul de sine, dorința de viață... Altarele din suflet se prăbușesc cu zgomot, iar icoanele la care te-ai închinat cu credință și venerație se scufundă în mocirlă. Lumea moare sub ochii tăi și nimic nu pare s-o mai poată salva. Totuși, în adâncul sufletului, rămâne o minusculă sămânță de lumină, din care poate izbucni orcând, din nou, focul dragostei.

### Poezii
Versurile sunt o mai veche pasiune a scriitorului, încă din adolescență dovedește o atracție pentru compunerea poeziilor. În variantă publicată, Pavel Coruț introduce versurile poeziilor sale în cărțile din seria Octogonul. Presărate printre rândurile romanelor și fiind transpuse prin vocea eroilor cărților, versurile sunt o dovadă a caracterului romantic al personajelor dar și al scriitorului. Scriitorul a ales ca versurile sale să fie și o descriere a romanelor din seria Octogonul, în acest sens pe coperta 4 a fiecărei cărți sunt introduse câteva versuri care sunt în directă legătură cu conținutul respectivei cărți precum și cu titlul acesteia.
Mai târziu, datorită numărului mare de versuri publicate răsfirat prin diversele cărți și datorită unui feedback pozitiv din partea cititorilor, Pavel Coruț hotărăște să reunească versurile în volume distincte.  
1. Descântece din neamul Geto-Dacilor (1993)
2. Vraja nopților albastre (1996)
3. Cântece Daco-Române (2001)
4. Parodii politico-religioase (2001)
5. Sămânța de lumină (2012)

### Analiză mituri religioase
1. Eva n-a fost mama noastră (1998)
2. Marile secrete (1999)
3. Mântuirea de după cumplita rătăcire (2009)
4. Dumnezeu nu folosește armament psihotronic (2011)

### Romane autobiografice
1. Un om (ediție revizuită și completată în 2005)
2. Și eu am fost în cer (2015), în colaborare cu Gheorghe Coruț
3. Soarta mea (2016)

### Romane istorice
1. Ultimul mag (2007)
2. Zamolxe arianul (2010)

### Romane sociale
1. Omul care n-a râs (2014)
2. Naufragiul... (2015)
3. Colindătorul cu visuri (2015)
4. Cazuri paranormale (2016)
5. Glorie si durere (2017)
6. Ultimul romantic (2017)
7. Un explorator (2017)
8. Hotii de visuri (2018)
9. Destin amar (2018)

### Seria ORIGINI
1. Codul lui Zamolxe (2008)
2. Luptele zeilor (2009)
3. Calea speranței (2012)
4. Recenta geneză (2014)
5. Străbuni uitați (2016)
6. Lumina vie (2018)

### Seria Viitorul
1. Geneza marilor creatori - volumul 1 (2011)
2. Sosirea Zeilor - volumul 2 (2011)

### Seria Adolescenții
1. Îngeri rebeli (2009)
2. Noi vom intra în vise... (2010)

### Varia
1. Copiii speranței (1997)
2. N-a fost triumful minciunii. Pavel Coruț în dialog cu generalul Ștefan Guse (2000)
3. Minți luminate și suflete curate. Carte de poezii și nuvele pentru copii de 6 - 12 ani (2011)
4. Zamolxe e cu noi... (2015)
5. Ruleta sorții (2019)

## Activitate politică
În octombrie 1997 Pavel Coruț a lansat doctrina vieții românești, doctrina partidului (prezentarea detaliată a acesteia în cartea Revanșa). Pavel Coruț este fondator al Partidului Vieții Românești (PVR). Imnul partidului este Inima românului; versurile sunt scrise de Pavel Coruț și interpretate de Daniel Avram. În martie 2000 Partidul Vieții Românești este înregistrat la Tribunalul București. La alegerile din noiembrie 2000 PVR, într-un clasament al tuturor celor 71 de partide existente în acel moment, ocupă locul 16. În 2000 conducerea partidului refuză să intre în parlament pe listele PRM. În 26 octombrie 2002 în cadrul forului de conducere al partidului Sfatul Național este propusă  dizolvarea partidului de către fondatorul acestuia Pavel Coruț.

## Controverse și scandaluri
De-a lungul timpului, Pavel Coruț a fost în centrul mai multor controverse. În anul 2010, în cadrul unei emisiuni pe OTV, Pavel Coruț a făcut o serie de afirmații șocante la adresa Bibliei, a religiei și a Bisericii Ortodoxe Române. El a susținut, printre altele, că preoții sunt niște șarlatani și că Biblia este o mizerie. În cadrul emisiunii au intervenit telefonic diferite persoane, între care teologul Claudiu Răducu, preoții Ioan Pop și Gabriel Drug Grecu, dar și celebrul om de afaceri Gigi Becali. În mai 2011, în cadrul unei emisiuni pe Kanal D, liderul PRM, Corneliu Vadim Tudor, l-a menționat pe Pavel Coruț, clasându-l pe locul 1 în topul celor 10 oameni cei mai enervanți. El a argumentat această alegere prin prisma faptului că Pavel Coruț a adus acuze grave și injurii la adresa lui Hristos, a creștinismului și a Bibliei.

## Influențe

### Muzică
Versurile lui Pavel Coruț sunt interpretate de Daniel Avram. Această colaborare s-a concretizat în trei albume: 
1. Inima românului
2. Cântece din Carpați
3. Colind ...

### Interviuri
- Pavel Coruț / A scris 123 de cărți. A.M.R: 277[nefuncțională]
, 10 martie 2009, Adrian Vaduva, Jurnalul Național
- Un James Bond al Romaniei: Pavel Corut, Corina Pavel, Formula AS - anul 2009, numărul 860
- Ion Petrescu - Interviu cu Scriitorul Pavel Coruț: „Din nefericire, Republica Moldova se află în zona de interese rusești”, Adevărul, 17 aprilie 2014

Multimedia
- Recenzia video a cărții Secretele vârstelor de aur
- Pavel Coruț împotriva religiilor iudeo-creștine